# Eliot Teltscher
Eliot Teltscher (* 15. března 1959 Rancho Palos Verdes) je bývalý americký tenista.

## Kariéra
Narodil se v Kalifornii v židovské rodině, jeho otec pochází z Rakouska a matka z Palestiny. Tenis začal hrát v devíti letech, reprezentoval Kalifornskou univerzitu v Los Angeles a v devatenácti letech začal hrát profesionálně. Vyhrál deset turnajů ATP Tour ve dvouhře a čtyři ve čtyřhře, spolu s Barbarou Jordanovou byl vítězem smíšené čtyřhry na French Open 1983. Ve světovém žebříčku byl nejlépe šestý ve dvouhře a osmatřicátý ve čtyřhře. Za daviscupový tým Spojených států amerických odehrál devět zápasů, z toho pět vítězných, a přispěl k zisku „salátové mísy“ v roce 1982. Kvůli vleklým problémům s nervy v pravé ruce ukončil kariéru v roce 1988.
Stal se trenérem, k jeho svěřencům patřili Jeff Tarango, Pete Sampras nebo Taylor Dent, vedl i americkou reprezentaci na Panamerických hrách.
V roce 2009 byl jmenován do Mezinárodní síně slávy židovského sportu.

## Turnajová vítězství

### Dvouhra
- 1978 Hongkong
- 1979 Atlanta
- 1980 Atlanta, Maui
- 1981 San Juan, San Francisco
- 1983 Tokio
- 1984 Brisbane, Johannesburg
- 1987 Hongkong

### Čtyřhra
- 1979 Tulsa
- 1980 New Orleans
- 1982 Delray Beach, Maui